# Puerto Toro

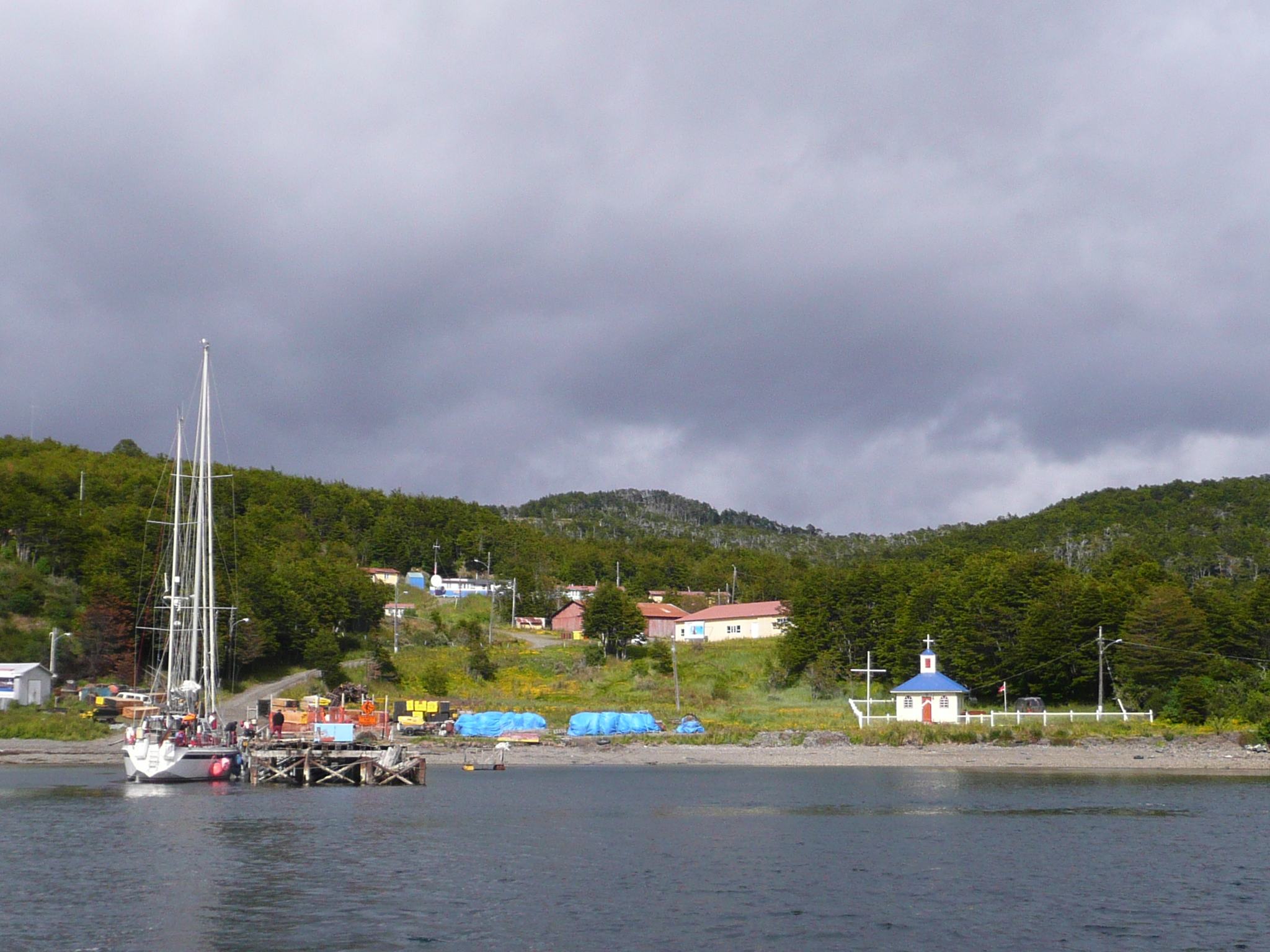
Puerto Toro

Puerto Toro is een gehucht aan de oostkust van het Navarino eiland in Chili. Het is opgericht in 1892 tijdens de goudkoorts op Vuurland door de gouverneur van het Punta Arenas Señoret.
Het behoort tot de gemeente Cabo de Hornos, in de provincie Antártica Chilena van de regio Magallanes y la Antártica Chilena. Puerto Toro is de meest zuidelijk permanent bewoonde gemeenschap van de hele wereld, gelegen op ongeveer 3900 km van de Zuidpool. Volgens de telling in 2002 woonden in Puerto Toro 36 mensen.
Meer dan honderd jaar geleden was Puerto Toro een van de belangrijkste steden in de regio van het Beaglekanaal als gevolg van de goudkoorts op Vuurland (1883-1906). Toen er minder goud werd gevonden, verminderde ook de interesse in Puerto Toro. Vandaag is het plaatsje bekend om zijn "Lithodes santolla", een gewaardeerde koningskrab.